# 조계산로
조계산로는 전라남도 보성군 벌교읍 석거리재터널과 순천시 주암면 요곡리 주암 나들목을 잇는 전라남도의 도로이다.
전 구간이 벌교 ~ 주암간 도로 확장사업으로 시공되었으며, 이 도로가 조계산 도립공원 서측면을 남북으로 지나는 도로이기 때문에 '조계산로'로 명명되었다. 이중에서 3공구에 해당하는 이읍 교차로 ~ 주암 나들목 구간은 사업성 부족으로 추진되지 못하고 있다가 2018년에 착공하였다.

## 연혁
- 2009년 1월 12일 : 벌교 ~ 주암간 도로(보성군 벌교읍 고읍리 ~ 순천시 송광면 이읍리) 14.25 km 구간을 자동차 전용도로로 지정[1]
- 2016년 3월 27일 : 벌교 ~ 주암간 도로 1공구(보성군 벌교읍 고읍리 ~ 순천시 외서면 금성리) 10.34 km 구간 확장 개통, 기존 12.04 km 구간 폐지[2]
- 2017년 8월 3일 : 2개 이상 시·군에 걸쳐 있는 도로로 조계산로를 고시[3]

## 주요 경유지
전라남도
- 보성군 벌교읍 - 순천시 (외서면 · 송광면 · 주암면)

## 노선
- (■): 자동차 전용도로 구간

| 이름              | 접속 노선                          | 소재지            | 소재지            | 비고                                                            |
| 우주항공로와 직결 | 우주항공로와 직결                  | 우주항공로와 직결 | 우주항공로와 직결 | 우주항공로와 직결                                               |
| ----------------- | ---------------------------------- | ----------------- | ----------------- | --------------------------------------------------------------- |
| 석거리재터널      |                                    | 순천시            | 외서면            | 국도 제15, 27호선 구간 국가지원지방도 제15호선 구간 연장 540m   |
| 외서 교차로       | 국가지원지방도 제58호선 (쌍향수길) | 순천시            | 외서면            | 국도 제15, 27호선 구간 국가지원지방도 제15호선 구간             |
| 월평교            |                                    | 순천시            | 외서면            | 국도 제15, 27호선 구간 국가지원지방도 제15호선 구간             |
| 쌍율 교차로       | 쌍율길 쌍향수길                    | 순천시            | 외서면            | 국도 제15, 27호선 구간 국가지원지방도 제15호선 구간             |
| 하율교            |                                    | 순천시            | 외서면            | 국도 제15, 27호선 구간 국가지원지방도 제15호선 구간             |
| 구룡교            |                                    | 순천시            | 송광면            | 국도 제15, 27호선 구간 국가지원지방도 제15호선 구간             |
| 구룡 교차로       | 쌍향수길                           | 순천시            | 송광면            | 국도 제15, 27호선 구간 국가지원지방도 제15호선 구간             |
| (생태이동통로1)   |                                    | 순천시            | 송광면            | 국도 제15, 27호선 구간 국가지원지방도 제15호선 구간 연장 약 75m |
| 송광교            |                                    | 순천시            | 송광면            | 국도 제15, 27호선 구간 국가지원지방도 제15호선 구간             |
| 이읍 교차로       | 쌍향수길                           | 순천시            | 송광면            | 국도 제15, 27호선 구간 국가지원지방도 제15호선 구간             |
| 미완공 구간       |                                    |                   |                   |                                                                 |